# Вер'є (Женева)
Вер'є (фр. Veyrier) — місто  в Швейцарії в кантоні Женева.

## Географія
Місто розташоване на відстані близько 130 км на південний захід від Берна, 5 км на південний схід від Женеви.
Вер'є має площу 6,5 км², з яких на 50,3% дозволяється будівництво (житлове та будівництво доріг), 33,3% використовуються в сільськогосподарських цілях, 13,8% зайнято лісами, 2,6% не є продуктивними (річки, льодовики або гори).

## Демографія
2019 року в місті мешкало 11 887 осіб (+18,8% порівняно з 2010 роком), іноземців було 27,5%. Густота населення становила 1829 осіб/км².
За віковим діапазоном населення розподілялося таким чином: 24,7% — особи молодші 20 років, 57,3% — особи у віці 20—64 років, 18% — особи у віці 65 років та старші. Було 3915 помешкань (у середньому 2,9 особи в помешканні).
Із загальної кількості 2450 працюючих 35 було зайнятих в первинному секторі, 271 — в обробній промисловості, 2144 — в галузі послуг.